# Julian Dotzauer

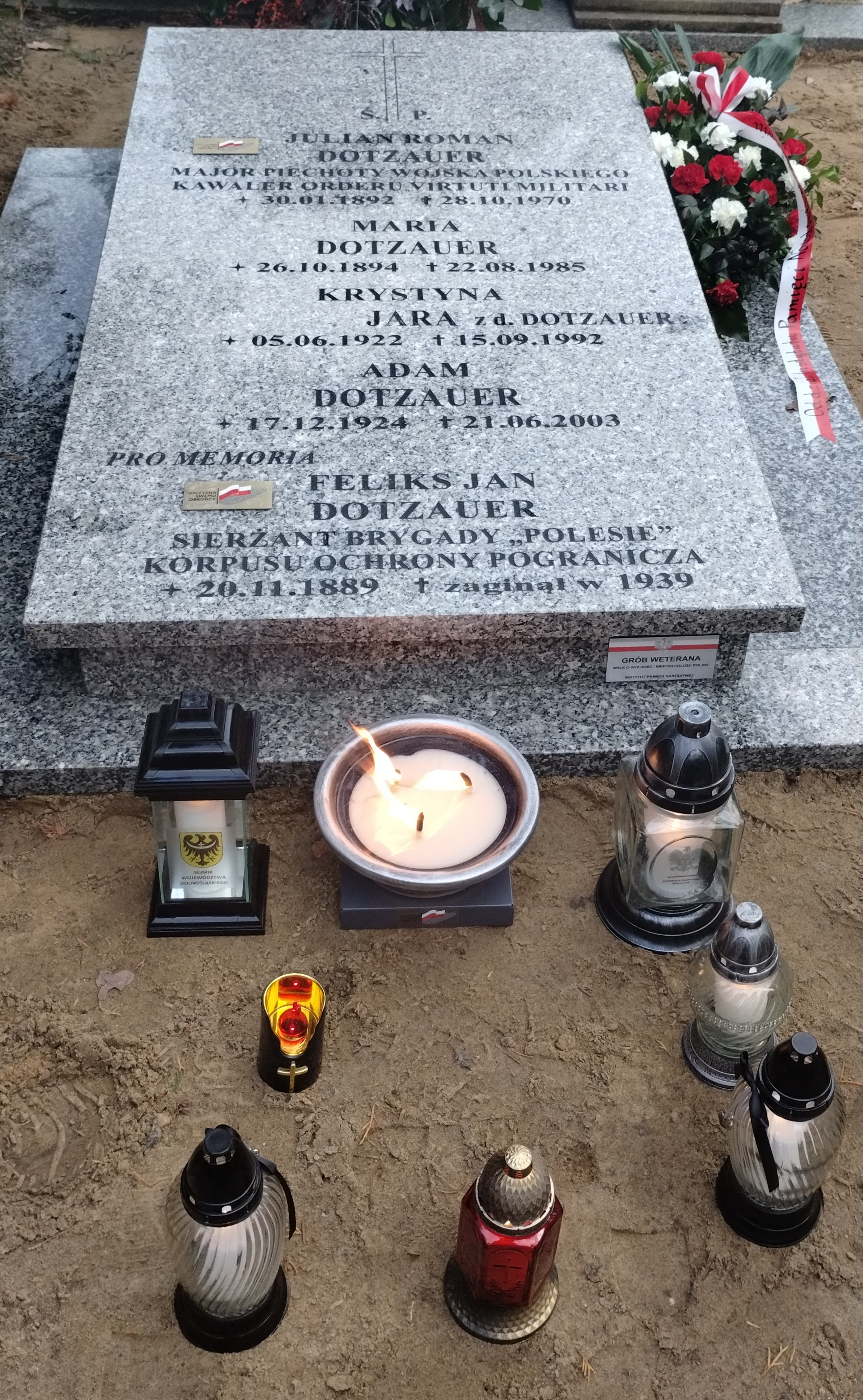
Grób Dotzauerów

Julian Roman Dotzauer (ur. 30 stycznia 1892 we Lwowie, zm. 28 października 1970 w Krakowie) – major piechoty Wojska Polskiego, kawaler Orderu Virtuti Militari.

## Życiorys
Urodził się 30 stycznia 1892 we Lwowie, w ówczesnym Królestwie Galicji i Lodomerii, w rodzinie Jana i Teresy z Rauchów. Był bratem Feliksa Jana (ur. 1889) i Jana Franciszka (ur. 1896), żołnierza 5 Pułku Piechoty Legionów Polskich, odznaczonego Krzyżem Niepodległości (21 kwietnia 1937). Latem 1911 ukończył naukę w klasie VIIa z wynikiem dobrym i zdał maturę w c. k. II Szkole Realnej we Lwowie.
Do Wojska Polskiego został przyjęty z byłej armii austro-węgierskiej i przydzielony do 50 Pułku Piechoty Strzelców Kresowych. W jego szeregach walczył na wojnie z bolszewikami na stanowisku dowódcy kompanii.
Po zakończeniu działań wojennych kontynuował zawodową służbę wojskową w 50 pp, który stacjonował w garnizonie Kowel. W czerwcu 1921 był przydzielony z macierzystego oddziału do Centrum Wyszkolenia Dowództwa Okręgu Generalnego Lwów. 3 maja 1922 został zweryfikowany w stopniu kapitana ze starszeństwem z 1 czerwca 1919 i 1693. lokatą w korpusie oficerów piechoty, a 2 kwietnia 1929 mianowany majorem ze starszeństwem z 1 stycznia 1929 i 51. lokatą w korpusie oficerów piechoty. W lipcu tego roku został przeniesiony do 33 Pułku Piechoty w Łomży na stanowisko kwatermistrza. W październiku 1932 został przesunięty na stanowisko dowódcy batalionu. W sierpniu 1933 został przeniesiony do Powiatowej Komendy Uzupełnień Grudziądz na stanowisko komendanta. W lipcu 1935 został zwolniony z zajmowanego stanowiska i oddany do dyspozycji dowódcy Okręgu Korpusu Nr VIII, a z dniem 1 grudnia tego roku przeniesiony w stan spoczynku.
Zmarł 28 października 1970. Został pochowany w grobie rodzinnym na Cmentarzu Grabiszyńskim we Wrocławiu. 15 listopada 2024 r. na tym cmentarzu odbyła się uroczystość w ramach projektu „Ocalamy” mająca na celu upamiętnienie Juliana Dotzauera i jego dwóch braci, Feliksa i Jana, jako weteranów walk o niepodległość Polski. Odrestaurowany staraniem IPN grób rodzinny Dotzauerów został wpisany do ewidencji grobów weteranów, a na płycie umieszczono insygnium „Ojczyzna Swemu Obrońcy”.
Major Dotzauer był żonaty z Marią (1894–1985), z którą miał córkę Krystynę po mężu Jara (1922–1992) i syna Adama (1924–2003).

## Ordery i odznaczenia
- Krzyż Srebrny Orderu Wojskowego Virtuti Militari nr 1384[1] – 13 kwietnia 1921[22][23]